# Ваздушни напад на Плзењ 29. октобра 1941.
Ваздушни напад на Плзењ 29. октобра 1941. године била је једна од операција британског Краљевског ратног ваздухопловства (РАФ) у јесен 1941. године, изведена у току Другог светског рата. Током планираног ноћног напада РАФ -ових бомбардера на западночешки град Плзењ, мета је био погон Завода Шкода који је требало да буде оштећен или уништен. Био је то четврти покушај бомбардовања Плзења, од укупно 17 колико их је изведено током Другог светског рата. И овај напад као и први од 21. октобра, други од 28. октобра и трећи од 20. новембра 1940. године резултовао је неуспехом, јер се бомбардовање постројења Шкода и града уопште није догодило због проблема које су пилоти имали са проналажењем циља.

## Позадина догађаја
Плзењски погон Шкоде, као део немачког инжењерског концерна Reichswerke Hermann Göring од почетка окупације Чехословачке у Другом светском рату,   био је веома важан за нацистичку Немачку, јер је у том историјском раздобљу био једна од највећих фабрика оружја у Европи.  Шкода је својом продукцијом помогла у вођењу агресивне и експанзионе политике Немачке, испоручујући нацистичкој Немачкој војсци квалитетан и модеран арсенал ратне опреме и наоружања.
У првој половини рата, оружје из Шкоде било је углавном чехословачке конструкције, и управо из ових разлога погони Шкода са седиштем у Плзењу постали су мета број један британских ваздушних напада на територију некадашње Чехословачке, а у време Другог светског рата Протекторат Чешка и Моравска, како би се уништавањем погона Шкода значајно смањила борбена способност немачке и евентуално тиме спречила да настави рат.

## Проблеми са навигацијом и ноћни летови
Током дневних активности изнад непријатељске територије у мају и јуну 1940. године, РАФ је забележио скоро шест процената губитака у поређењу са мање од три процента губитака у ноћним активностима. Слабо наоружани и спори британски бомбардери током дана били су лака мета немачке одбране. Ова ограничења у ваздуопловима утицала је на доношење одлуке да се ваздушни напади  изводе углавном у ноћним часовима. Тако је у јесен 1940. године дошло до промена у стратегији РАФ-а: ноћни препади су имали предност, а током дана извођене су само мање и специјализоване операције.
Међутим, ноћна дејства биле су компликована отежаном навигацијом до одредишта удаљених преко 1.000 км од аеродрома са којих су авиони полетали, јер није било адекватних техничких средстава за ту намену. Пилоти су 1940. и 1941. године имали врло ограничене ресурсе да одреде правац лета и пронађу циљ. Ослањали су се углавном на обичан компас, мапе и израчунавање времена доласка изнад одредишта.   У ведрој ноћи могли су да се оријентишу према звездама и вероватно према видљивим елементима пејзажа испод себе, током облачности или магле било је јако тешко или чак немогуће одредити локацију циља. Ветар је такође био један од проблема у навигацији, јер је бочни ветар мењао правац и брзину авиона, па су на ветру  летелица била пред циљем ван предвиђеног времена доласка. Имајући ово у виду Британско ваздухопловство је на путу до Плзења 1940. и 1941. године било на ивици могућности летења, јер се овај циљ налазио на самој граници домета тадашњих британских летелице.

## Претходни напади
Први напад 1940.
На захтев чехословачке владе у егзилу у Лондону , РАФ је извео први ваздушни напад на Плзењ у Другом светском рату у ноћи 20. на 21. октобар 1940 године. Једанаест авиона из састав 58. ескадриле 4. бомбардерске групе полетело је са РАФ-овог аеродрома у близини Јорка. Два бомбардера Армстронг Вхитвортх Вхитлеи Мк.Вморали су се убрзо вратила због квара а преосталих 9 авиона одлетело је у циљно подручје. Међутим, изнад Плзења у моменту налаета авиона било је јаких облака, који нису дозвољавали визуелно већ само слепо бомбардовање. Неке посаде бациле су барем неколико свежања летке а авиони су потом кренули нзада за Енглеску. Успут су бомбардирали алтернативне циљеве у Немачкој. Због знатне удаљености Плђења, који је био на граници домета летелица, три летелице су имале проблема се надостатком горива. Две су хитно слетеле на британску обалу, а трећу је оборио немачки ноћни ловац. Ваздушни напад је општи фијаско, јер су авиони одлетели на погрешно место, и уместо бомби на Шкоду бацали су само летке на села у регији Бероун, а по повратку са задатка РАФ је имао три уништена авиона и губитак неколико пилота и чланова посаде.
Други напад 1940.
Након несуспешног првог напада на Плзењ 21. октобра 1940. РАФ је одлучио да напад понови што пре. Његова 51. бомбардарска ескадрила стационирана на аеродрому у Јорку добила је задатак да изведе тај напад. После кашњења, због неколико отказовања полетања, коначно је осам авиона полетело на задатака са аеродрома Свантон Морлеи 27. октобра.
Због густих облака и навигационе нетачности посаде, Плзењ поново није пронађен, авиони уопште нису прелетели преко Шкодиног Завода и бомбе нису бачене. У повратку посаде авиона су бомбе бацале на алтернативне циљеве у Немачкој, окупираној Холандији и Белгији. Напад на Плзењ без бомбардовања примарног циља, поново је био неуспешан, иако су летелице гађале алтернативне циљева, и вратиле се без оштећења.
Трећи напад 1940.
Двоструки неуспех није умањио одлучност РАФ-а да понови бомбардовање у ноћи 19. на 20. новембар 1940. године, али догодиле су се бројне промене. Посаде из неколико ескадрила 5. командне групе бомбардера кренуле су у напад. Увече је осам бомбардера полетело са додатним резервоарима за гориво, али један од авиона се убрзо вратио због квара на рдио станици.
Преостали авиони летели су по лошем, облачном времену и магли, што им је омогућило оријентације само према непоузданим проценам времена доласка на циљ. Када су авиони наводно стигли у циљно подручје и трагали за циљем, на летелицама је почело да се јавља залеђивање. Два авиона су бацила бомбе на наводну мету, а други авиони су углавном бомбардовали алтернативне циљеве у Немачкој. Ваздушни напад на Плзењ и комбинат Шкода и по четврти пут био неуспешан.

## Припреме
Подстицај за још један напад на фабрику оружја у Пилзењу дао је прогнани председник Чехословачке владе у егзилу Едвард Бенеш 1941. године, који је био заинтересован за демонстрацију или промоцију догађаја поводом државног празника успостављања независне чехословачке државе, јер је сматрао да би успех бомбардовања имао „високо политички значај“. О симболичком значају напада говори и чињеница да је на задатак послано само пет летелица и чињеница да се  напад требао догодити у ноћи између 27. и 28. октобар или наредне ноћи 28. на 29. октобар. Председник Бенеш такође је затражио да напад изведе 311. чехословачка бомбардерска ескадрила, једина међу четири државе чланице. Међутим изабрана ескадрила РАФ-а, била је опремљен двомоторним бомбардерима  Викерс Велингтон који нису имали довољан домет и да досегну територију Протектората.
Како је команда бомбардера од фебруара 1941. године ставила је у оперативну употребу нове четворомоторне бомбардере Шорт стерлинг  (енгл. Short Stirling), који су поседовали довољан домет за операције у централној Европи одлучено је да се ови авиони пошаљу на задатак Како су ове летелице имале недостатак јер њихово пренаоружавање није ишло брзо, у 3. сквадрону бомбардера летеле су овим авионима само две ескадриле.  Зато је за извођење напада на Плзењ изабрана 15. бомбардарска ескадрила, која је авионе Шорт стерлинг користила од априла 1941.године. Матична база ескадриле била је аеродром Витон, лоциран 24 км северозападно од Кембриџа, у данашњем Кембриџширу.

## Ваздушни напад
Увече 28. октобра 1941. године са аеродрома у Витону на задатак је полетело пет авиона типа  Шорт стерлинг,  Две летелице биле су наоружане са четири бомбе од 500 и 1.000 килограма, док су три носила осам контејнерских бомби (СБЦ) поред по четири бомбе од 500 килограма. Лет из Витона у реон Плзења требао је бити најдужи лет авиона типа Шот стерлинг до тада.
Током прелета континенталног дела  Европе, авиону В7428 (ЛС-З) у подручју Ле Боуверија покварио се десни мотор и капетан авиона је одлучио да баци бомбе и врати се у базу, у коју је слетео у 21:07 часова.
Поред веома лошег времена у виду облачности и јаког ветра, и заморног пута, преостале четири посаде биле су угрожене и јаким мразом који је достизао и   до −30 °C, што је само делимично надокнађивала топла летачка одећа у слабо загреваном авиону.
Све четири посаде прешле су територију Протектората, али је циљно подручје било потпуно скривено под непрекидним густим облацима, што је онемогућило идентификацију циља.
Према ватрогасцима из Плзења, аларм за ваздушну опасност најављен је у Шкодиним халама у 1:19  часова а отказан у 3:00 по локалном времену.   У то време авиони су били на удаљеност од 20 км западно од Шкоде, али о-екиване бомбе на Плзењ и Шкоду нису падале.
Две посаде одлучиле су да  на слепо баце барем промотивне летке, а бомбе сачувају за алтернативне циљеве у Немачкој..
| Област       | Протекторат Чешке и Моравске |
| Место        | Плзењ                        |
| Тип догађаја | бомбардовање                 |
| Датум        | 29. октобар 1941.            |
| Време        | 1:19 до 3:00                 |
| Резултат     | 0                            |

## Резервни циљеви
Бомбардери су након необављеног задатка и у повратку из Чешке бацали своје бомбе на заменске циљеве у Немачкој :
- Посаде авиона Н3671 и авиона В3673 бацале су информативне летке и бомбардовали Нирнберг, Баварска
- Посада авиона В7429 и авиона Н6086 бацили су бомбе у подручје Франкфурта на Мајни.[14]

## Повратак у базу
На повратку у базу, авион Н6086 је налето на дејство противваздухопловне одбране у белгијској луци Nieuwpoort и вратио се у базу у Енглеској у 2:30 са оштећеним репним површинама.
Бомбардер В7429 у 1.37 часова тешко је слетео на аеродром у Витону због оштешећења на два мотора, али посади се ништа није догодило.

## Периодика
- Lidová demokracie Nová Doba Svobodný směr Pochodeň Rokycanský deník

## Архивска грађа
- Archiv města Plzně, Veřejný poţární útvar Plzeň: 3105. Obchodní akademie Plzeň: 273. Sbírka Honzík: 393.
- Ústřední archiv společnosti plzeňský Prazdroj Měšťanský plzeňský pivovar: 37.Plzeňský pivovar: 41.